# Isusovačke misije Chiquita
Isusovačke misije Chiquita (šp.: Misiones jesuíticas de Chiquitos) zajednički je naziv za UNESCO-ovu svjetsku baštinu koja se sastoji od 11 samostanskih misija koje su od 1696. do 1760. godine izgradili isusovci, s ciljem pokrštavanja Chiquito (šp. za "maleni") indijanaca u području današnjeg istočnog bolivijskog departmana Santa Cruz. 
Šest od njih 11 je upisano na UNESCO-ov popis mjesta svjetske baštine u Amerikama 1990. godine, jer "su inspirirane renesansnim "idealnim gradom", idejom filozofa 16. stoljeća; i u njima je na jedinstven način nastao spoj katoličke europske arhitekture i lokalnih tradicija".

## Povijest
Španjolska kruna je željela osigurati osvajanje tzv. "nebeskih indijanaca" (Indias del Cielo), za što je poslala isusovce koji su došli u Podkraljevstvo Peru 1567. godine kako bi prenijeli kršćanstvo autohtonim zajednicama. Prva kolegijalna crkva na bolivijskog teritoriju je osnovana 1577. godine u Potosiju, a već 1592. godine je osnovana nova kuća u Santa Cruzu. Isusovci su na području Chiquitosa (kasnije poznato kao Velika Chiquitanía) racionalizirati model redukcija (reducciones de indios), tj. naselja za pokrštene indijance, koji su u velikoj mjeri inspirirani idejom humanističke filozofije idealnog grada. Misije su bile samododržive s uspješnim gospodarstvom i gotovo neovisne od španjolskih vlasti. Između 1696. i 1760. godine niklo je šest skupina redukcija (San Francisco Javier, Concepción, Santa Ana, San Miguel, San Rafael i San Jose) koje su, za razliku od drugih isusovačkih misija u Južnoj Americi koje su napuštene nakon 1767. godine, gotovo nedirnute preživjele protjerivanje Družbe Isusove.
Ovi tradicionalni arhitektonski kompleksi, koji često sadrže izvanredne umjetničke predmete, su postali ranjivi nakon agrarne reforme 1953. god. koja je ugrozila populacije Chiquitos plemena. Zbog toga se pristupilo obnovama misijskih crkava koje su do kraja stoljeća postale turistička atrakcija. Bolivijska vlada je također sponzor petodnevnih bijenala internacionalnog festivala glazbe i kulturnih događaja koji nadalje pridonose popularnosti ovih mjesta svjetske baštine.

## Odlike
U šest isusovačkih misija Chiquitosa je na jedinstven način ostvarena ideja renesansnog "idealnog grada". Njih definiraju pravilna mreža ulica s indijanskim kućama redovito raspoređenima duž tri strane pravokutnog trga, dok je četvrta rezervirana za crkvu, kolegijalnu crkvu, dvije radionice i školu, a ponekad i za ubožnicu (Casa de la Misericordia), u kojoj su bile smještene udovice i napuštene žene.
Crkve Chiquito misija su izvanredan primjer prilagodbe kršćanske sakralne arhitekture na lokalnim uvjetima i običajima. Dugi zidovi definiraju tri unutarnja hodnika podijeljena drvenim stupovima i s dvije vanjske galerije, također na stupovima, predstavljaju vrlo jedinstven tip arhitekture koji se odlikuje posebnom obradom drvenih stupova i ograda. Samo je San José iznimka jer je kamena građevina inspirirana baroknim modelom. 

### Popis lokaliteta
| Slika | Ime                          | Izvorni naziv         | Izgradnja crkve | Koordinate                                    | Bilješke |
| ----- | ---------------------------- | --------------------- | --------------- | --------------------------------------------- | --- |
|       | Misija sv. Franje Ksaverskog | San Francisco Javier  | 1749. – 52.     | 16°16′29″S 62°30′26″W / 16.2748°S 62.5072°W   | Crkva sv. Franje Ksaverskog je najzapadnija i najstarija redukcija, izvorno Piñoca indijanaca. Osnovana je 1691., ali je dva puta seljena zbog napada kolonizatora iz Sao Paola 1696., i kasnije 1708. godine iz Santa Cruza. Sada je malo selo čije tradicionalno stanište čuva neke karakteristike stambene arhitekture isusovaca, iako se izvorna visina zidova kuća od 6,25 m rijetko susreće. Škola i crkva, koje su djelo švicarskog isusovca, fra Martina Schmidta, su preživjele. |
|       | Misija sv. Rafaela Velaska   | San Rafael de Velasco | 1747. – 49.     | 16°47′13″S 60°40′26″W / 16.7869°S 60.6738°W   | Misija San Rafael je druga redukcija, osnovana 1695. godine, koja se također morala seliti nekoliko puta, ali drugi put zbog epidemija i požara. iz isusovačkog razdoblja zadržala samo crkvu koju je prije 1750. god. izgradio fra Martin Schmidt. Ona se razlikuje od ostalih galerijom vanjskog šetališta i drvenim zvonikom koji su dijelom obnovljeni u 20. st. |
|       | Misija sv. Ivana od Chiquita | San José de Chiquitos | 1745. – 54.     | 17°50′44″S 60°44′26″W / 17.8456°S 60.7405°W   | Misija San José, osnovana 1698. god. i djelo nepoznatih arhitekata, bila je jedan od najzanimljivijih redukcija Chiquita. Ona je prva od četiri koje su i danas na izvornom mjestu. U njoj su stanovali Penoquis indijanci, a njihova crkva je izgrađena od 1745. do 1754. od kamena, za razliku od ostalih koje su uglavnom od adobea i drveta. Četiri kapele za procesije su stajale u kutovima trga. Vjerski kompleks s grobnom kapelom (1740.), crkvom (1747.), zvonikom (1748.), radionicom (1754.) i dormitorijem je intenzivno preuređen u projektu Hansa Rotha od 1988. do 2003. god. |
|       | Misija Bezgrešnog Začeća     | Concepción            | 1753. – 56.     | 16°08′04″S 62°01′29″W / 16.1344°S 62.024696°W | Misija Concepción, osnovana 1709. god. i naseljena Chiquitano indijancima, nije trajno utvrđena sve do 1722. godine, a crkva, također djelo fra Martina Schmidta, se počela graditi 1753. godine. I ona je obnovljena od 1975. do 1996. godine tijekom obnove Hansa Rotha. |
|       | Misija sv. Mihovila Velaska  | San Miguel de Velasco | 1750. – 57.     | 16°41′55″S 60°58′05″W / 16.6986°S 60.9681°W   | Misija San Miguel je osnovana 1721. godine kao ispostava Misije sv. Rafaela koja je postala premala za mnogobrojnu populaciju. Izgradnja crkve je počela 1750. godine prema nacrtima oca Johanna Messnera. |
|       | Misija sv. Ane od Velaska    | Santa Ana de Velasco  | 1768. – 80.     | 16°35′03″S 60°41′20″W / 16.5841°S 60.6888°W   | Misija Santa Ana je osnovana 1755. godine na području plemena Covareca i Curuminaca. Misijska crkva, djelo nepoznatog arhitekta, je podignuta između 1768. i 1831. godine, nakon protjerivanja isusovaca i radom isključivo lokalnog stanovništva. |

## Poveznice
- Isusovačke misije La Santísima Trinidad de Paraná i Jesús de Tavarangue (Paragvaj)
- Isusovačke misije Guarana (Argentina i Brazil)

## Vanjske poveznice
- Misiones Jesuiticas (šp.)
- La gran Chiquitania: The Last Paradise. (engl.)